# Jeroen Boelen
Jeroen Boelen (* 27. Januar 1978 in ’s-Hertogenbosch) ist ein niederländischer Radrennfahrer.
Jeroen Boelen begann seine Karriere 2002 bei Van Hemert Groep Cycling. In seinem zweiten Jahr dort wurde er Erster der Gesamtwertung bei der Ronde van Midden-Brabant. In der Saison 2005 gewann Boelen eine Etappe bei der Volta Ciclista Provincia Tarragona und eine Etappe bei der Tour de Liège, wo er auch die Gesamtwertung für sich entscheiden konnte. 2008 gewann er zwei Etappen bei der Olympia’s Tour und damit seine ersten Rennen im internationalen Rennkalender. In den folgenden Jahren gewann Boelen weitere Straßenradrennen nationaler Rennkalender und widmete sich darüber hinaus dem Mountainbikesport.

## Erfolge
2008
- zwei Etappen Olympia’s Tour

## Teams
- 2002 Van Hemert Groep Cycling
- 2003 Van Hemert Groep Cycling
- 2004 Van Hemert-Eurogifts
- 2005 Eurogifts.com
- 2006 ProComm-Van Hemert
- 2007 Time-Van Hemert
- 2008 Van Hemert Groep
- 2009 Van Hemert Group-De jonge Renners
- 2010 Van Hemert Groep-De Jonge Renner
- 2011 Van Hemert Groep-De Jonge Renner
- 2012 Cyclingteam de Rijke-Shanks
- 2013 Superior Brentjens Mountainbike Racing
- 2014 WV de Jonge Renner